# Kokō no Hito
Kokō no Hito (яп. 孤高の人, англ. The Climber, укр. Скелелаз) — японська серія манґи, написана Сакамото Сініті та Йосіро Набеда і проілюстрована Сакамото, заснована на романі авторства Дзіро Нітта. Манґа виходила в журналі Weekly Young Jump видавництва Shueisha з листопада 2007 року по жовтень 2012 року, а її розділи були зібрані у 17 томах танкобонів. Вона розповідає історію альпініста-одинака Морі Бунтаро — частково засновану на реальному альпіністі Бунтаро Като, який починає займатися спортивним скелелазінням після переведення до нової старшої школи і згодом присвячує все своє життя професійному альпінізму, маючи за мету сходження на східну стіну найскладнішої гори світу — К2.
У 2010 році манґа отримала премію за майстерність на 14-му Японському фестивалі медіа-мистецтва.

## Сюжет
Через біль і важкі зусилля можна досягти вершини світу. Стоячи там, де ще не ступала нога людини, виникає хвилююче відчуття успіху. Це те, заради чого тренується, працює і живе Морі Бунтаро. Його сходження на вершину починається, коли він переводиться до нової старшої школи. Незважаючи на його самотній і відлюдькуватий характер, однокласники Морі вмовляють його залізти на будівлю школи. Без страховки та вагань він починає свій шлях до вершини. Пройшовши точку неповернення, він зупиняється, коли стикається з останньою страхітливою перешкодою — горизонтальним виступом. Адреналін переповнює його, і Морі застрибує, щоб остаточно закріпитися на вершині. Звідти він бачить те, чого зазвичай не бачив — іншу вершину, іншу мету. З пробудженою пристрастю і новознайденою метою в житті, Морі досліджує захоплюючий вид спорту — скелелазіння.

## Публікація
Написана Сакамото Сініті та Йосіро Набеда і проілюстрована Сакамото, манґа виходила в журналі Weekly Young Jump видавництва Shueisha з 1 листопада 2007 року до 27 жовтня 2011 року. Shueisha зібрали розділи в 17 томів, виданих з 18 квітня 2008 року до 18 листопада 2011 року.

### Список томів
| №  | Дата виходу       | ISBN                   |
| -- | ----------------- | ---------------------- |
| 1  | 18 квітня 2008    | ISBN 978-4-08-877426-8 |
| 2  | 18 липня 2008     | ISBN 978-4-08-877475-6 |
| 3  | 19 вересня 2008   | ISBN 978-4-08-877522-7 |
| 4  | 19 листопада 2008 | ISBN 978-4-08-877549-4 |
| 5  | 19 лютого 2009    | ISBN 978-4-08-877593-7 |
| 6  | 19 травня 2009    | ISBN 978-4-08-877642-2 |
| 7  | 19 серпня 2009    | ISBN 978-4-08-877696-5 |
| 8  | 19 листопада 2009 | ISBN 978-4-08-877753-5 |
| 9  | 19 лютого 2010    | ISBN 978-4-08-877807-5 |
| 10 | 19 березня 2010   | ISBN 978-4-08-877835-8 |
| 11 | 18 червня 2010    | ISBN 978-4-08-877880-8 |
| 12 | 17 вересня 2010   | ISBN 978-4-08-879030-5 |
| 13 | 17 грудня 2010    | ISBN 978-4-08-879077-0 |
| 14 | 18 лютого 2011    | ISBN 978-4-08-879120-3 |
| 15 | 19 травня 2011    | ISBN 978-4-08-879145-6 |
| 16 | 19 серпня 2011    | ISBN 978-4-08-879187-6 |
| 17 | 19 листопада 2011 | ISBN 978-4-08-879236-1 |

## Сприйняття
Манґа отримала премію за майстерність на 14-му Японському фестивалі медіа-мистецтва у 2010 році. Вона також перемогла у категорії «Найкраща сейнен-манґа» на премії Prix Mangawa Awards 2011 року.